# Bruno Junqueira
Bruno Junqueira (Belo Horizonte, 4 novembre 1976) è un pilota automobilistico brasiliano.

## Carriera

### Le formule minori
Junqueira cominciò la sua carriera in Brasile, correrendo nei karting. Successivamente divenne campione di F3 sudamericana, poi nel 1998 passò alla Formula 3000, che vinse nel 2000. Il pilota brasiliano è stato anche per molti anni tester della Williams F1 e nel 2000 sfiorò la promozione a pilota titolare proprio per la scuderia inglese, ma perse il confronto diretto con Jenson Button.

### Champ Car
Nel 2001 passò alle Champ Car, categoria in cui corse fino al 2007. Debuttò con il team di Chip Ganassi, ottenendo al suo primo anno nella serie una vittoria a Road America. L'anno seguente concluse il campionato al secondo posto, risultato che replicò anche nei due campionati successivi. Nel 2005 dopo due gare si trovava in testa alla classifica, fin quando, alla 500 miglia di Indianapolis fu protagonista di un incidente con A. J. Foyt IV che lo costrinse a saltare il resto della stagione. Tornato nel 2006, nelle due stagioni successive non riuscì a conseguire alcuna vittoria.

### IndyCar Series e A1 Grand Prix
Alla fine del 2006 prese parte per la prima volta al campionato di A1 Grand Prix, in cui corse alcune gare, senza mai andare oltre un settimo posto. L'anno seguente disputò nuovamente alcune prove della categoria.
Nel 2008 fece il suo esordio nella IndyCar Series, concludendo ventesimo nella graduatoria generale. Rimasto senza un volante nel 2009, l'anno seguente prese parte solo alla 500 miglia di Indianapolis che concluse trentaduesimo. Nel 2010 corre in Fórmula Truck, campionato per camion modificati per le corse.